# Arras Film Festival 2017
Le Arras Film Festival 2017, la 18e édition du festival, s'est déroulé du 3 au 12 novembre 2017.

## Déroulement et faits marquants
Le palmarès est dévoilé le 12 novembre 2017 : l'Atlas d'or est décerné à The Line (Čiara) de Peter Bebjak, l'Atlas d'argent au film Zagros de Sahim Omar Kalifa. Le Prix de la critique est remporté par Arythmie de Boris Khlebnikov, le Prix du public par Zagros et la Prix regards jeunes par The Line.

## Jury

### Jury Atlas
- Christian Carion, réalisateur
- Constance Dollé, actrice
- Alice Isaaz, actrice
- Christophe Rossignon, producteur
- Andrea Sedlackova, monteuse, réalisatrice

## Sélection

### Compétition européenne
- Arythmie de Boris Khlebnikov  Russie
- Breaking News de Iulia Rugina  Roumanie
- Handle with Care (Hjertestart) de Arild Andresen  Norvège
- I'm a Killer (Jestem morderca) de Maciej Pieprzyca  Pologne
- The Line (Čiara) de Peter Bebjak  Slovaquie
- The Miner (Rudar) de Hanna Slak  Slovénie
- La Tête à l'envers (Wilde Maus) de Josef Hader  Autriche
- Une part d'ombre de Samuel Tilman  Belgique
- Zagros de Sahim Omar Kalifa  Turquie  Belgique

### Découvertes européennes
- Heartstone (Hjartasteinn) de Gudmundur Arnar Gudmundsson  Islande
- Soleil battant de Clara Laperrousaz et Laura Laperrousaz  France
- Drôle de père de Amélie Van Elmbt  Belgique
- Le Choix du roi (Kongens nei) de Erik Poppe  Norvège
- Marie Curie (Maria Curie) de Marie-Noëlle Sehr  Allemagne
- My Name Is Emily (Rudar) de Simon Fitzmaurice  Irlande
- 1917 – The Real October (Der Wahre Oktober) de Katrin Rothe  Allemagne
- Sur les traces du passé (Leanders Letzte Reise) de Nick Baker-Monteys  Allemagne
- Western de Valeska Grisebach  Allemagne
- Si tu voyais son cœur de Joan Chemla  France
- Indivisibili de Edoardo De Angelis  Italie
- Marija de Michael Koch  Allemagne

### Visions de l'Est
- La Lune de Jupiter (Jupiter holdja) de Kornel Mundruczo  Hongrie
- Dede de Mariam Khatchvani  Géorgie
- Pomegranate Orchard (Nar bagi) de Ilgar Najaf  Azerbaïdjan
- Requiem for Mrs. J. (Rekvijem za gospodju J) de Bojan Vuletic  Serbie
- Ice Mother (Baba z ledu) de Bohdan Slama  République tchèque
- Little Harbour (Piata Lod) de Iveta Grofova  Slovaquie
- Saliout 7 (Салют-7) de Klim Chipenko  Russie

### Cinémas du monde
- Centaure (Centaur) de Aktan Arym Kubat  Kirghizistan
- Mariana (Los Perros) de Marcela Said  Chili
- I Am Not a Witch de Rungano Nyoni  Royaume-Uni  France
- Les Bienheureux de Sofia Djama  France  Belgique
- Comme nos parents (Como nossos pais) de Lais Bodanzky  Brésil
- Wajib de Annemarie Jacir  Palestine

### Le Festival des enfants
- Coco de Lee Unkrich  États-Unis
- Myrtille et la lettre au Père Noël
- Rosa & Dara : leur fabuleux voyage
- Drôles de petites bêtes d'Arnaud Bouron et Antoon Krings
- La Révolte des jouets  République tchèque
- Agatha, ma voisine détective de Karla Von Bengtson  Danemark
- Berlin Rebel High School d'Alexander Kleider  Allemagne

### Invités d'honneur
- Noémie Lvovsky
- Jean Douchet

### Révolutions russes: mythes et réalités
- Octobre de Sergueï M. Eisenstein
- La Fin de Saint-Petersbourg de Vsevolod Poudovkine
- Okraïna de Boris Barnet
- Lénine en octobre de Mikhail Romm
- L'Homme à la carabine de Sergueï Youtkevitch
- Le Quarante et unième de Grigori Tchoukhraï
- Le Docteur Jivago de David Lean
- La Commissaire de Aleksandr Askoldov
- Raspoutine, l'agonie de Elem Klimov
- Reds de Warren Beatty
- Anastasia de Don Bluth
- L'Amiral de Andreï Kravtchouk

### Napoléon et la campagne de Russie
- Guerre et Paix de Sergueï Bondartchouk
- Guerre et Amour de Woody Allen
- Le Chien, le Général et les Oiseaux de Francis Nielsen

### Whodunit
- The Lodger d'Alfred Hitchcock
- L'assassin habite au 21 de Henri-Georges Clouzot
- Marie-Octobre de Julien Duvivier
- Maigret et l'Affaire Saint-Fiacre de Jean Delannoy
- Passage à tabac (Murder Ahoy) de George Pollock
- Le Crime de l'Orient-Express de Sidney Lumet
- Un cadavre au dessert (Murder by Death) de Robert Moore
- Mort sur le Nil de John Guillermin
- Meurtre par décret de Bob Clark
- Gosford Park de Robert Altman
- Le Mystère de la chambre jaune de Bruno Podalydès
- La Grenouille attaque Scotland Yard de Harald Reinl

## Palmarès

### Compétition
- Atlas d'or du meilleur film : The Line (Čiara) de Peter Bebjak
- Atlas d'argent de la mise en scène : Zagros de Sahim Omar Kalifa
- Prix de la critique : Arythmie de Boris Khlebnikov
- Prix du public : Zagros de Sahim Omar Kalifa
- Prix regards jeunes : The Line (Čiara) de Peter Bebjak